# John Calhoun Bell

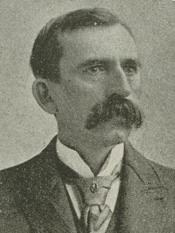
John Calhoun Bell

John Calhoun Bell (* 11. Dezember 1851 bei Sewanee, Tennessee; † 12. August 1933 in Montrose, Colorado) war ein US-amerikanischer Politiker. Zwischen 1893 und 1903 vertrat er den zweiten Wahlbezirk des Bundesstaates Colorado im US-Repräsentantenhaus.

## Werdegang
John Bell besuchte sowohl öffentliche als auch private Schulen im Franklin County in Tennessee. Nach juristischen Studien in Winchester wurde er im Jahr 1874 als Rechtsanwalt zugelassen. Noch im selben Jahr zog er nach Del Norte in Colorado und dann nach Saguache, wo er als Anwalt arbeitete.  Zwischen 1874 und 1876 war er Bezirksstaatsanwalt im Saguache County. Nach einem 1876 erfolgten Umzug nach Lake City wurde er Landrat (County Clerk) im Hinsdale County. 1885 war Bell Bürgermeister der Stadt Lake City. Ab 1886 war er in Montrose ansässig, wo er als Anwalt arbeitete. Zwischen 1889 und 1892 amtierte er als Richter im siebten Gerichtsbezirk seines Staates.
Politisch war Bell Mitglied der kurzlebigen Populist Party. 1892 wurde er als deren Kandidat im neu geschaffenen zweiten Distrikt von Colorado in das US-Repräsentantenhaus in Washington gewählt. Nachdem er bei den folgenden vier Wahlen jeweils bestätigt wurde, konnte er zwischen dem 4. März 1893 und dem 3. März 1903 im Kongress verbleiben. In den Jahren 1900 und 1901 war er Mitglied der Industriekommission der Vereinigten Staaten. Bei den Wahlen des Jahres 1902 unterlag er dem Republikaner Herschel M. Hogg. Nach dem Ende seiner Zeit im Kongress arbeitete Bell wieder als Anwalt in Montrose. Zwischen 1913 und 1915 war er Richter am Berufungsgericht und danach wieder Rechtsanwalt. Von 1931 bis 1933 war er Mitglied im Landwirtschaftsausschuss seines Heimatstaates. John Bell starb im August 1933 und wurde in Montrose beigesetzt.